# Кёлер, Генрих
Ге́нрих Фра́нц Кёлер (нем. Heinrich Köhler; 29 сентября 1878, Карлсруэ — 6 февраля 1949, Карлсруэ) — немецкий политик (Партия Центра, позднее ХДС), пятый и восьмой Президент Республики Баден, одиннадцатый министр финансов Веймарской республики.

## Деятельность до ареста
Кёлер представлял Партию Центра в ландтаге Бадена с 1913 по 1927 год.
В начале политической карьеры в 1911 году в Карлсруэ был назначен Фридрихом II, великим герцогом Бадена на должность обер-бургомистра. После создания Республики Баден в 1918 году, продолжал выступать в качестве обер-бургомистра вплоть до 1920 года, когда стал министром финансов в Бадене. Служил в этой должности вплоть выборов 1923 года, которые принесли Партии Центра большинство голосов и Кёлер стал президентом Бадена. Тем не менее, выборы на следующий год принесли победу Немецкой демократической партии (DDP) и Кёлер вернулся на свой пост в качестве министра финансов.
Внутренние разногласия в Партии Центра привели к замене Кёлера Густавом Трунком в качестве лидера партии. 23 ноября 1926 года, Кёлер стал президентом Бадена во второй раз. Тем не менее, он был вынужден уйти в отставку 3 февраля 1927 года, для того, чтобы принять назначение в качестве имперского министра финансов при канцлере Вильгельме Марксе. После падения правительства Маркса, Кёлер занимал место в Рейхстаге 1932 года.
После переворота и захвата власти нацистами и поджога Рейхстага в следующем году, Кёлер и многие другие были арестованы и заключены в тюрьму.

## Последние годы жизни
Из заключения, продлившегося 12 лет (1933—1945), Кёлер был освобожден только после окончания Второй мировой войны. Он вступил в Христианско-демократический союз (ХДС). С 1946 года вплоть до своей смерти три года спустя, он служил в должности заместителя премьер-министра и министра финансов новой земли Баден-Вюртемберг
. Умер в 1949 году. Похоронен на Главном кладбище в Карлсруэ.

## Награды и звания
Был почётным гражданином своего родного города Карлсруэ (31 марта 1947 года). Медицинский факультет Гейдельбергского университета присудил ему звание почетного доктора в 1923 году.
Посмертно в городском районе Карлсруэ Нордвестштадт (нем. Nordweststadt) его именем названы улица (Heinrich-Köhler-Straße, 1960) и площадь (Heinrich-Köhler-Platz, 1963). С 1964 года имя Генриха Кёлера носит начальная и средняя школа в Ринтхайме (нем. Rintheim).